# Monopsyllus sciurorum
Monopsyllus sciurorum är en loppart som först beskrevs av Franz Paula von Schrank 1803.  Monopsyllus sciurorum ingår i släktet Monopsyllus och familjen fågelloppor.

## Underarter
Arten delas in i följande underarter:
- M. s. sciurorum
- M. s. asiaticus